# Amin al-Hafiz
Amin al-Hafiz o Amin Hafez (àrab: أمين الحافظ, Amīn al-Ḥāfiẓ) (Alep, 12 de novembre de 1921 – 17 de desembre de 2009) va ser un polític sirià, general i membre del Partit Baas.

## Trajectòria

### Joventut
Al-Hafiz va néixer a la ciutat d'Alep.
El seu primer principal paper polític va ser el 1958, com a brigadier i líder de la delegació de l'exèrcit sirià que va visitar el president d'Egipte Gamal Abdel Nasser. Els dos estats es van fusionar en la República Àrab Unida el febrer d'aquell any i Hafez va ser enviat al Caire. La unió es va trencar després d'una revolta siriana el setembre de 1961, i el consegüent govern independentista va «desterrar» a Hafez a l'Argentina com a agregat militar sirià.

### Ascens al poder

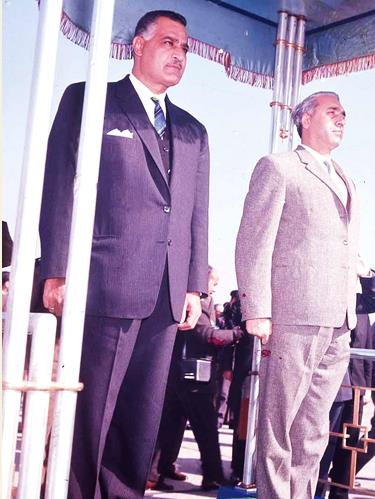
Hafiz (dreta) amb el President egipci Gamal Abdel Nasser a la seva arribada al Caire per a la cimera de la Lliga Àrab, 1964

El 1963 un cop d'estat liderat pel Comitè Militar del Baas va introduir a Hafiz a la vida pública. Arran del cop d'estat el Consell Nacional de Comandament Revolucionari (CNCR) va esdevenir el suprem òrgan de govern. El CNCR va ser dominat per la branca siriana del radical i panarabista partit Baas. Després d'uns mesos de govern en aliança amb els nasseristes en que el Comitè Militar va estar presidit per l'independent Lu'ay al-Atassi, Amin al-Hafiz es va convertir en President el 27 de juliol de 1963 i va instituir reformes socialistes orientant el país cap al bloc de l'Est. El 13 de maig de 1964 va passar de la presidència del CNCR a ser president del Consell de Presidència, un nou òrgan amb les facultats presidencials fins aleshores exercides pel CNCR, que va seguir existint per altres funcions.

#### Afer Eli Cohen
Els resultats de l'afer Eli Cohen i les seves operacions encobertes varen ser un desastre per a Siria. Al-Hafiz va rebatre i negar les acusacions de la seva penetració en l'esfera militar o política siriana.Durant el seu exili a Buenos Aires, Hafez va fer amistat amb un suposat comerciant libanès anomenat Kamal Amin Thaabet, una acusació que ell negà rotundament. Thaabet era en realitat un egipci de naixement i agent israelià del Mossad de nom Eli Cohen. Segons Hafez mai va conèixer a Thaabet/Cohen a l'Argentina. El seu relat fou que Thaabet/Cohen va ser un membre de l'alta societat que va fer amistat amb oficials de l'exèrcit sirià, però mai va ser part de l'exèrcit en qualsevol lloc oficial. Pero la importància de la informació proporcionada per l'israelià fou fonamental per a la perduda dels Alts del Golan Thaabet/Cohen va arribar a Síria a principis de 1962, un any abans del retorn de Hafez, i aviat va començar a passar informació sobre els plans militars sirians a Israel.
Com a president, Hafez hauria pensat en Thaabet/ Cohen com un futur ministre de defensa i, possiblement, fins i tot, com el seu successor. Una acusació que, després va negar. Hafiz l'hauria invitat a maniobres i a fer gires secretes en les fortificacions als Alts del Golan. Quan Cohen es va revelar com un espia el gener de 1965, Hafez personalment el va interrogar i va ordenar la detenció de 500 dels seus mes ben valorats amics. Malgrat internacional peticions de clemència, Hafez va fer penjar públicament a Cohen a Damasc.

### Caiguda
El 23 de febrer de 1966, va ser derrocat per una facció radical baasta encapçalada pel Cap d'Estat Major Salah Jadid. Un avís del cop d'estat per telegrama va ser enviat pel President Nasser a Nasim al-Safarjalani (El Secretari General de la Presidència del Consell), a la matinada del cop d'estat. El cop d'estat va sorgir de rivalitats faccionals entre Jadid del camp "regionalista" (qutri) del Partit Baas, que promovia ambicions per a una Gran Síria i el més tradicionalment panarabista Hafiz i la seva facció anomenada "nacionalista" (qawmi). Els seguidors de Jadid van ser vistos també com més radicalment d'esquerres. Però el cop va ser també amb el suport i direcció d'oficials sirians de les minories religioses, especialment els alauites i els drusos, mentre que Hafiz pertanyia a la majoria sunnita. Els alauites van governar Síria en endavant.

## Exili i retorn
Després de ser ferit en el tiroteig de tres hores que va precedir el cop d'estat, en el que 2 dels seus propis fills van ser greument ferits, Hafez va ser empresonat a la presó de Mezzeh a Damasc abans de ser enviat al Líban en el mes de juny de 1967. Un any més tard va ser traslladat a Bagdad. El 1971, els tribunals de Damasc el van condemnar a mort en absència, però Saddam Hussein "els va tractar a ell i els seus companys d'exili, com el fundador del Baas Michel Aflaq, com membres de la reialesa" i la sentència no es va poder complir. Després de la caiguda de Saddam a la Guerra d'Iraq de l'any 2003, al-Hafiz va poder tornar silenciosament a Síria. Va morir a Alep en 17 de desembre de 2009; els informes sobre la seva edat difereixen, però ell creia que estava cap al final dels seus anys 80. Va rebre un funeral d'estat.